# Lissonota cruentator
Lissonota cruentator är en stekelart som först beskrevs av Georg Wolfgang Franz Panzer 1809.  Lissonota cruentator ingår i släktet Lissonota och familjen brokparasitsteklar. Arten är reproducerande i Sverige.

## Underarter
Arten delas in i följande underarter:
- L. c. bimarginata
- L. c. basirufa
- L. c. bipunctata